# Ingesta diaria admisible
La ingesta diaria admisible (IDA) se puede describir como un índice que mide el grado de peligrosidad o de seguridad  de la ingesta de un aditivo alimentario. La definición más formal expresa que es la cantidad de un aditivo añadido en un alimento  que se puede ingerir a diario, durante toda la vida de una persona, sin que llegue a representar un riesgo apreciable para la salud. Se expresa en unidades de masa (normalmente mg) por día y en relación con el peso corporal. Se refiere a la certeza sobre la base de estudios científicos realizados, de que la ingesta durante toda la vida al aditivo químico no representa un riesgo apreciable. La IDA se representa normalmente en unidades  en un rango de cero a x miligramos al día por kilogramo de peso corporal.
Generalmente se establece la IDA de un aditivo alimentario sobre la base de la dosis  más alta a la cual no se ha observado efecto adverso (NOAEL, No Observed Adverse Effect Level) en estudios con animales (de laboratorio, generalmente ratas, ratones, perros, monos, etc.).   Para el cálculo de la IDA se aplica dos factores de seguridad sobre el valor obtenido del NOAEL para proporcionar un margen de seguridad conservador. Uno de los factores es para tener en cuenta las incertidumbres derivadas de la extrapolación de los datos de toxicidad en animales a los efectos potenciales en el ser humano (generalmente es un valor de 10) y el otro para tener en cuenta también la potencial variación entre individuos dentro de la especie humana (generalmente también 10). En términos muy genéricos es, pues, IDA = NOAEL / 10 x 10. Los valores de los factores de seguridad pueden ser diferentes dependiendo del tipo de efectos estudiados, del tipo de animales, y de otros factores.
La IDA mide el impacto sobre la salud de los consumidores de alimentos que contengan el aditivo en cuestión. Está establecida por comités científicos de expertos que son los que evalúan los riesgos y proporcionan esta asesoría a las autoridades reguladoras nacionales e internacionales sobre los niveles de IDA de cada aditivo. Sobre la base de la IDA se establecen los límites máximos de cada aditivo en cada alimento.

## Historia
Este concepto fue introducido por primera vez en 1961 por el Consejo de Europa y más tarde, el Comité Mixto FAO/OMS de Expertos en Aditivos Alimentarios (JECFA), un comité mantenido conjuntamente por dos organismos de las Naciones Unidas: la Organización de las Naciones Unidas para la Agricultura y la Alimentación (FAO) y la Organización Mundial de la Salud. (OMS).
En la Unión Europea la evaluación de la seguridad de sustancias añadidas o presentes en los alimentos la realiza la Autoridad Europea de Seguridad Alimentaria (EFSA, por sus siglas en inglés). La EFSA ha establecido la IDA de los aditivos y otros componentes.